# Rue Konkel
La rue Konkel (en néerlandais: Konkelstraat) est une voie bruxelloise de la commune de Woluwe-Saint-Pierre qui va de la rue au Bois à l'avenue Jan Olieslagers sur une longueur totale de 1 100 mètres.

## Historique et description

### Origine du nom
Un ancien lieu-dit déjà mentionné en 1659.